# Galway East
Galway-East is een kiesdistrict in de Republiek Ierland voor de verkiezingen voor Dáil Éireann. Het district omvat het oostelijke gedeelte van het graafschap Galway, met onder meer de plaatsen Loughrea en Tuam. Het district heeft sinds 2016 3 zetels. 
Door een aanpassing is een deel van het district, rond Ballinasloe, in 2016 ingedeeld bij het nieuwe district Roscommon-Galway
Bij de verkiezingen in 2002 behaalde Fianna Fáil 2 zetels, Fine Gael behaalde 1 zetel, en 1 zetel werd ingenomen door en onafhankelijk lid.
Bij de verkiezingen in 2007 behield Fianna Fáil zijn 2 zetels, Fine Gael wist 1 zetel te winnen ten koste van het onafhankelijke lid.

## Referendum
Bij het abortusreferendum in 2018 stemde in het kiesdistrict 60,2% van de opgekomen kiezers voor afschaffing van het abortusverbod in de grondwet.